# علی اشرف
علی اشرف از نقاشان دوره افشاریه و زندیه و از استادان برجسته نقاشی زیر لاکی به ویژه  قلمدان‌نگاری و جلدسازی بود و به موضوع گل و مرغ می‌پرداخت. او در قرن دوازدهم چشم به جهان گشود و در بین سال‌های ۱۱۴۰ و ۱۱۵۰ قمری و به بیان بعضی تا تاریخ ۱۱۹۲ به کار نقاشی می‌پرداخته‌است.
علی اشرف در نقاشی، گل‌ سازی و بوته‌سازی و صورت‌سازی استادی مسلم بوده و شاگرد محمد زمان بوده‌است.

## آثار

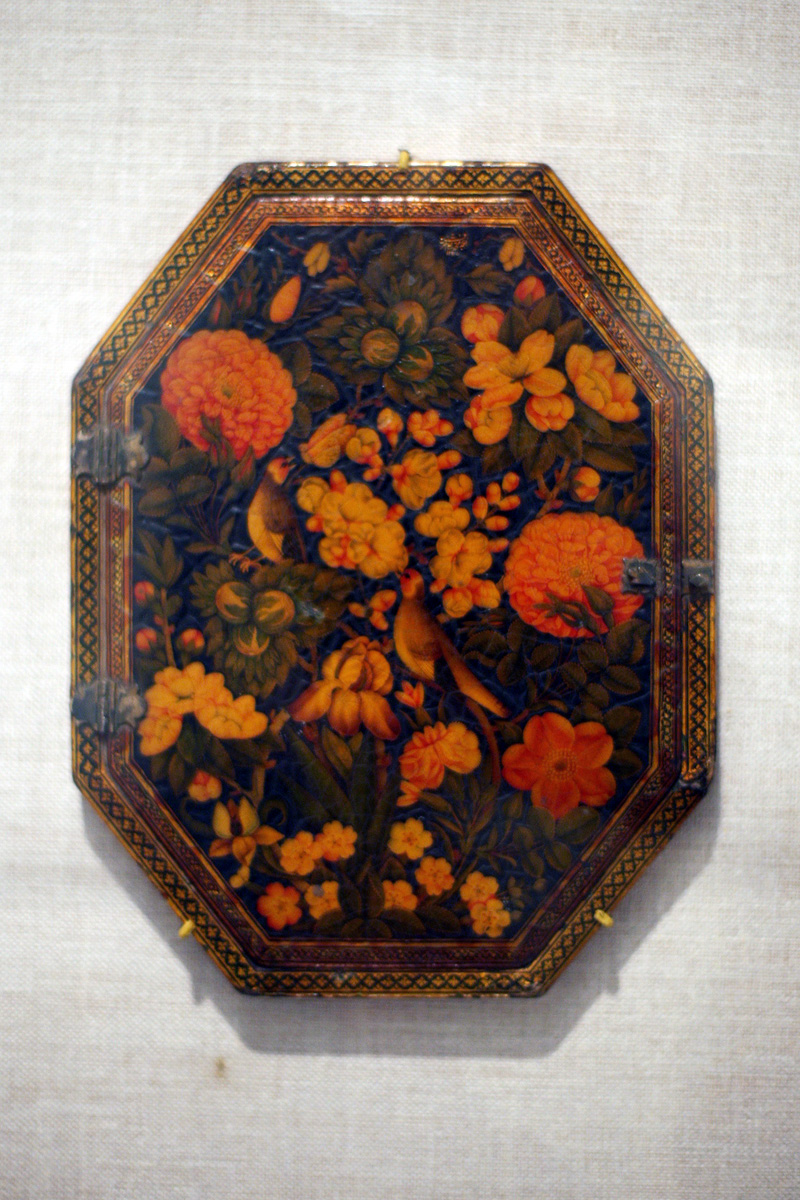
قاب آینه با جلد زیر لاکی، اثر علی اشرف، ۱۱۶۵ هجری، موزه بروکلین

او از نقاشان دوره افشاریه و زندیه و از استادان برجسته نقاشی زیر لاکی بود. بیشترین و مهمترین آثار علی اشرف در دسته نقاشی‌های زیر لاکی قرار می‌گیرد و رسانه‌ای که هنرش را روی آن پیاده می‌کرده‌است، وسایلی کاربردی مثل  قلمدانها و جعبه‌ها و قاب آینه‌ها و جلدهای لاکی است. پیداست که علی اشرف، به گل و مرغ و زیبایی‌های طبیعت علاقه ویژه‌ای داشته و در بیشتر آثارش، طبیعتی سرشار از شور زندگی و شادابی را به تصویر کشیده است.او در تذهیب و ترصیع و تشعیر و حل‌کاری و مرغش‌سازی و روغن‌آرایی مهارتی تام داشته و تمامی این هنرها را در آثار خود بکار گرفته است. آثار متعددی از او در موزه‌ها و مجموعه‌های هنری موجود است از جمله می‌توان به قلمدان شیخ صنعان و دختر ترسا، قلمدان گل و مرغ و قاب آیینه گل و مرغ اشاره کرد.

## شاگردان
- آقا صادق
- آقا زمان ثانی
- آقا باقر